# Nariman Point
Nariman Point är en udde i Indien.   Den ligger i delstaten Maharashtra, i den sydvästra delen av landet, 1 200 km söder om huvudstaden New Delhi.
Terrängen inåt land är mycket platt. Havet är nära Nariman Point söderut.  Närmaste större samhälle är Bombay, 17,8 km norr om Nariman Point. 